# Saint-Nicolas-Courbefy
Pour les articles homonymes, voir Saint-Nicolas.
Saint-Nicolas-Courbefy est une ancienne commune française située dans le département de la Haute-Vienne et la région Nouvelle-Aquitaine. Elle est associée à la commune de Bussière-Galant depuis 1974.

## Géographie
Située au sud-ouest de Limoges, la commune fait partie du pays des feuillardiers.

## Toponymie
Le toponyme Saint-Nicolas-Courbefy fait référence aux deux hameaux qui forment cette ancienne commune : Courbefy et Saint-Nicolas.

## Histoire

### Passé ferroviaire du village

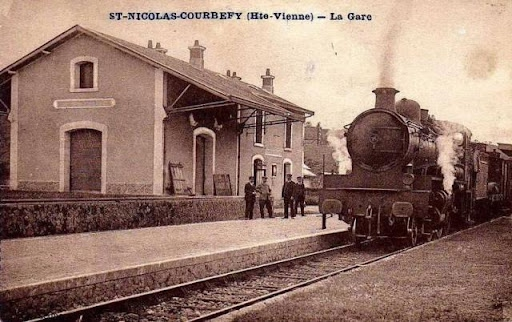
Carte postale de la gare de Saint-Nicolas-Courbefy vers 1930.

De 1905 à 1954, le village a été traversé par la Ligne de Bussière-Galant à Saint-Yrieix, qui , venant de Bussière-Galant se dirigeait ensuite vers la gare du Ladignac.

A une époque où le chemin de fer était le moyen de déplacement le plus pratique, cette ligne connaissait un important trafic de passagers et de marchandises. 
	
À partir de 1950, avec l'amélioration des routes et le développement du transport automobile, le trafic ferroviaire a périclité et la ligne a été fermée en 1954. Les rails ont été retirés. Quelques tronçons de l'ancienne ligne subsistent encore de nos jours utilisés comme sentier de randonnée ou chemin d'exploitation agricole.

Le 1er janvier 1974, la commune de Saint-Nicolas-Courbefy est rattachée à celle de Bussière-Galant sous le régime de la fusion-association.

## Politique et administration
| Période                                  | Période  | Identité        | Étiquette | Qualité |
| ---------------------------------------- | -------- | --------------- | --------- | ------- |
| ?                                        | En cours | Bernard Guilhem |           |         |
| Les données manquantes sont à compléter. |          |                 |           |         |

## Démographie
| 1793 | 1800 | 1806 | 1821 | 1831 | 1836 | 1841 | 1846 | 1851 |
| ---- | ---- | ---- | ---- | ---- | ---- | ---- | ---- | ---- |
| 248  | 308  | 216  | 370  | 450  | 429  | 435  | 441  | 382  |

| 1856 | 1861 | 1866 | 1872 | 1876 | 1881 | 1886 | 1891 | 1901 |
| ---- | ---- | ---- | ---- | ---- | ---- | ---- | ---- | ---- |
| 416  | 391  | 350  | 328  | 350  | 325  | 408  | 433  | 411  |

| 1911 | 1921 | 1926 | 1931 | 1936 | 1946 | 1954 | 1962 | 1968 |
| ---- | ---- | ---- | ---- | ---- | ---- | ---- | ---- | ---- |
| 412  | 369  | 339  | 344  | 303  | 281  | 262  | 249  | 227  |

## Lieux et monuments
- Église Saint-Nicolas du XIIe siècle, partiellement Inscrite MH en 2003[3]
- Elephant Haven, sanctuaire pour éléphants retraités[4]